# Mike DiBiase
„Iron“ Mike DiBiase (* 24. Dezember 1923 in New York City; † 2. Juli 1969 in Lubbock, Texas; eigentlich: Michael DiBiase) war ein US-amerikanischer Wrestler.

## Leben
Mike DiBiase wuchs als Sohn italienischer immigranten in New York City auf. Er startete seine Karriere als Ringer 1946 in der US Navy. Er war AAU Champion in der UNL in der offenen Gewichtsklasse (Schwergewicht). Anschließend rang er für die University of Nebraska und trat 1947 und 1949 in der National Collegiate Athletic Association an, verlor jedoch beide Turniere in der ersten Runde.
1950 wechselte DiBiase zum Wrestling. Sein Spitzname wurde „Iron Mike“, weil er bereits mit wenig Erfahrung als Wrestler sehr lange Matches bestreiten konnte. Er trat in verschiedenen Ligen in der National Wrestling Alliance (NWA) und der American Wrestling Association (AWA) an und durfte dort zahlreiche Titel gewinnen. Sein bekanntestes Match war ein Texas Death Match gegen Dory Funk Sr., das über eine Stunde und 44 lief.
1963 bestritt er außerdem einen Profi-Boxkampf gegen Archie Moore im Madison Square Garden. Es handelte sich um Moores letzten Kampf, den dieser in der dritten Runde durch TKO gewann.
Sein letztes Match bestritt er am 2. Juli 1969 gegen Man Mountain Mike. Während des Matches erlitt er einen Herzinfarkt. Harley Race, der bei der Veranstaltung zugegen war, leistete erste Hilfe und begleitete DiBiase ins Krankenhaus, wo er jedoch kurz nach dem Eintreffen für tot erklärt wurde. DiBiase litt an einem genetisch bedingtem Herzleiden und erhöhten Cholesterinwerten.

## Privatleben
Mike DiBiase war mit der Wrestlerin Helen Hild verheiratet. Er war der Stiefvater von Ted DiBiase, der als Million Dollar Man bekannt wurde, und damit auch der Großvater von Mike DiBiase, Ted DiBiase junior und Brett DiBiase, die ebenfalls Wrestler wurden.

## Erfolge
- American Wrestling Association
  - AWA Midwest Heavyweight Championship (3×)[6]
  - AWA Midwest Tag Team Championship (2×) – mit Bob Orton (1) und The Avenger (1)[7]
- George Tragos/Lou Thesz Professional Wrestling Hall of Fame
  - Class of 2006[8]
- Central States Wrestling
  - NWA Central States Heavyweight Championship (3×)[9]
- Championship Wrestling from Florida
  - NWA Brass Knuckles Championship (Florida version) (1×)[10]
  - NWA Southern Heavyweight Championship (Florida version) (1×)[11]
- Fred Kohler Enterprises
  - NWA World Tag Team Championship (Chicago Version) (1×) – mit Danny Plechas[12]
- NWA Rocky Mountain
  - NWA Rocky Mountain Heavyweight Championship (1×)[13]
  - NWA Rocky Mountain Tag Team Championship (2×) – mit Freddie Blassie und Juan Garcia[14]
- NWA Tri-State
  - NWA World Junior Heavyweight Championship (1x)[15]
- Pacific Northwest Wrestling
  - NWA Pacific Northwest Heavyweight Championship (1×)[16]
- Southwest Sports, Inc.
  - NWA Brass Knuckles Championship (Texas version) (1×)[17][18]
  - NWA Texas Tag Team Championship (2×) – mit Danny Plechas[19][20]
- Western States Sports
  - NWA International Tag Team Championship (Amarillo version) (1×) – mit Danny Plechas[21][22]
  - NWA North American Heavyweight Championship (Amarillo version) (3×)[23]
  - NWA North American Tag Team Championship (Amarillo version) (4×) – mit Danny Plechas (2), Dr. X (1), und Fritz Von Erich (1)[24]
  - NWA Southwest Junior Heavyweight Championship (1×)[25]
  - NWA World Tag Team Championship (Amarillo version) (4×) – mit Art Nelson (1) und Danny Plechas (3)[26]
  - NWA World Tag Team Championship (Amarillo version) Tournament (1957) – mit Danny Plechas[26]
- Worldwide Wrestling Associates
  - WWA Americas Heavyweight Championship (1×)[27]
  - WWA World Heavyweight Championship (1×)[28]
  - WWA World Tag Team Championship (3×) – mit Killer Karl Kox (1) und Karl Gotch (2)[29]